# Allas-les-Mines
Allas-les-Mines é uma comuna francesa na região administrativa da Nova Aquitânia, no departamento Dordonha.